# Adventureland (película)
Adventureland es una película estadounidense cómico-dramática de 2009 escrita y dirigida por Greg Mottola y producida por Miramax Films, protagonizada por Jesse Eisenberg y Kristen Stewart, y coprotagonizada por Ryan Reynolds, Margarita Levieva, Martin Starr, Kristen Wiig y Bill Hader.
Estrenada el 3 de abril de 2009 en Estados Unidos y el 1 de junio en España, la película recibió críticas positivas y recaudó $17.1 en las taquillas de todo el mundo. Fue nominada en la decimonovena edición anual de los Premios Gotham de Cine Independiente en la categoría "Mejor Interpretación de Reparto".

## Sinopsis
El largometraje se plantea durante el verano de 1987, cuando el recién graduado en la universidad James Brennan (Jesse Eisenberg) hace grandes planes de viajar a Europa y comenzar sus estudios de máster en la búsqueda de una carrera de periodismo. Sin embargo, los problemas financieros familiares le fuerzan a aceptar un trabajo de verano en vez de viajar al extranjero, lo cual le lleva a Adventureland, un parque de atracciones en decadencia al oeste de Pensilvania, un joven conservador y tímido conoce a Emily Lewin (Kristen Stewart), una trabajadora del parque muy moderna y liberal con la que desarrolla una relación sentimental accidentada.

## Argumento
En 1987, James Brennan (Jesse Eisenberg) tiene dos planes. El primer plan es tener unas vacaciones de verano en Europa después de graduarse con un título de literatura comparada de la Universidad de Oberlin. Su segundo plan es asistir a una escuela de posgrado de periodismo en la Universidad de Columbia, cuando terminan sus vacaciones. Pocos días después de su graduación, sus padres (Wendie Malick y Jack Gilpin) le aconsejan buscar un trabajo de medio tiempo en lugar de ir a Europa cuando inesperadamente anuncian que los problemas financieros han perjudicado su economía y ellos no podrían apoyarlo financieramente.
James consigue un trabajo en Adventureland, un parque de atracciones local en su ciudad natal de Pittsburgh, Pennsylvania, donde su amigo de la infancia Tommy Frigo (Matt Bush) trabaja como administrador y asistente encargado en uno de los juegos. El Subgerente de operaciones del parque Bobby (Bill Hader) asigna a James a la zona de juegos para trabajar como promotor y asistente. 
Se encuentra con sus compañeros de trabajo: Joel sarcástica (Martin Starr); Esposa y parque gerente Paulette de Bobby (Kristen Wiig); Sue O'Malley (Paige Howard); Marcos (Mark Miller); la fascinante joven Lisa P. (Margarita Levieva); y el técnico del parque, Mike Connell (Ryan Reynolds), un músico a tiempo parcial. Otro trabajador de juegos, Emily "Em" Lewin (Kristen Stewart), evita que James pueda ser apuñalado por un cliente en una mentira-trampa.
Con su padre y su madrastra distancia, la compañera de trabajo Em hace una fiesta y llega a conocer a James. Durante la conversación, Em persuade a James a unirse a ella en la casa de la piscina. Después Em deja la piscina, Frigo humilla a James al anunciar a la fiesta que James tiene una erección, mientras que al salir de la piscina, provocando un James vergüenza para saltar de nuevo al agua. Después de la fiesta, Connell, que ha estado teniendo una aventura con Em, viene a perseguirla aún más.
Más tarde esa semana, James va a tomar una copa con Em y ella se sorprende al saber James nunca ha tenido relaciones sexuales, comparten un primer beso. Al día siguiente, James le dice a su compañero de trabajo Connell sobre sus fuertes sentimientos por Em, que Connell corre para informarle a ella, pero Em le dice a James que quiere tomar las cosas lentas debido a problemas en su vida, dejando a James confundido y molesto. Sue hace un borracho con Joel, pero lo rechaza al día siguiente, diciendo que sus padres católicos no le permitirían relacionarse con un judío; indignado, Em llama a Sue antisemita frente a otros miembros del personal. Lisa P. James pide una cita, pero él tiene sentimientos encontrados debido a su relación con Em. Después Connell lo convence de ir, él acepta la oferta de su amiga Lisa P.
Después de la fecha, en la que Lisa y James se besan, James se entera de que Em lo había llamado para decir que se arrepiente de haber rechazado sus sentimientos. Joel después ve a James y Em caminar juntos, entonces irritado por la cadena de acontecimientos, se molesta y encierra. James intenta sin éxito hablar con Joel porque está muy cerrado y fuera de él, y Joel revela que está enfadado con James por su relación sentimental secreta con Lisa P. cuando James ya está enamorado de Em. 
James le dice a Em acerca de su salida con Lisa P. Después de escuchar esto, Em va a la casa de la madre de Connell, a una reunión entre sus familias para poner fin a su relación. La persona con problemas mentales encargado del aparcamiento del parque, impulsado por Tommy, le dice a James que vio a Em y Connell haciendo flexiones "sin ningún tipo de pantalones" en la parte trasera del auto de Connell.
James va a la casa de la madre de Connell, que es donde Lisa P. le dijo que Connell, estando casado, lleva a las niñas a tener relaciones sexuales, y ve a Em de salida, después de estar con Connell, ella se sorprende al ver a James en la calle fuera de la casa, Em se queda asombrada con la lengua trabada. James le reclama y se aleja enfadado, y Em llora. James le dice a Lisa P. sobre el asunto y le pide que no le digas a nadie, pero ella le dice a su amiga Kelly. 
Al percatarse de que todos los empleados del parque saben que ella estaba saliendo con un hombre casado, Em renuncia, se cierra y se mueve de regreso a Nueva York. James con un corazón roto se estrella borracho en el coche de su padre contra un árbol afuera de su casa y se desmaya. A la mañana siguiente, su madre enfadada le despierta y le dice que tiene que pagar para repararlo con sus ganancias de verano.
Ahora, sin suficiente dinero para la universidad, James, no obstante, se dirige a la ciudad de Nueva York con la bendición de sus padres a buscar trabajo, y espera fuera del apartamento de Em que ella pueda llegar del trabajo. Em se resiste a hablar con él, sintiendo vergüenza que ella ha arruinado todo al salir con un hombre casado. James le dice que ahora la ve de una manera diferente, de lo que ella se ve a sí misma. Em se reconcilia y trae a James hasta su apartamento. James revela que él no va a la Universidad de Columbia este año por falta de dinero, y considera que es posible hacerlo el año que viene. Él se quita su ropa mojada y se encuentra con que Em debajo de su chaqueta todavía tiene una camisa Adventureland. Se besan y empiezan a quitarse la ropa. James le pregunta: "¿Estamos haciendo esto?", Y Em dice: "Yo creo que sí."

## Reparto
- Jesse Eisenberg como James Brennan.
- Kristen Stewart como Emily "Em" Lewin.
- Ryan Reynolds como Mike Connell.
- Martin Starr como Joel.
- Matt Bush como Tommy Frigo.
- Margarita Levieva como Lisa P.
- Bill Hader como Bobby.
- Kristen Wiig como Paulette.
- Mary Birdsong como Francy.
- Josh Pais como Sr. Lewin
- Jack Gilpin como Sr. Brennan
- Wendie Malick como Sra. Brennan

## Recepción
Adventureland fue bien recibida por la crítica. En Rotten Tomatoes cuenta con un índice aprobatorio del 89% basado en 210 reseñas, con un índice de audiencia promedio de 7.3 sobre 10. En Metacritic el filme cuenta con una puntuación de 76 sobre 100, basada en 34 reseñas.